# Saint-Hilaire-du-Rosier
Saint-Hilaire-du-Rosier é uma comuna francesa na região administrativa de Auvérnia-Ródano-Alpes, no departamento de Isère.